# Daggflugor
Daggflugor (Drosophilidae) är en familj i insektsordningen tvåvingar som beskrevs av Camillo Rondani år 1856.
Daggflugor är små till medelstora flugor, och bananflugan blir exempelvis endast ett par millimeter lång. Hos många arter sker larvutvecklingen i delvis nedbrutet organiskt material, som jäsande sav eller ruttnande frukter. Några arter kan även återfinnas inomhus, förutom i skämd frukt också ofta i sur mjölk och surt vin. Det finns även arter som lever i svampar och arter vars larver minerar i levande växter. 
Den mest kända arten i familjen är bananflugan, en mycket vanlig modellorganism och globalt utbrett skadedjur. 

## Fylogeni
Familjen daggflugor innehåller fler än 4000 arter och 75 släkten. Nedan följer en lista med indelning baserad på både fylogenetisk och morfologisk klassifikation. Åtminstone 74 arter finns i Sverige.
- Underfamilj Drosophilinae Rondani, 1856:
  - Tribus Colocasiomyini Okada, 1989:
    - Släkte Baeodrosophila Wheeler & Takada, 1964
    - Släkte Balara Bock, 1982
    - Släkte Chymomyza Czerny, 1903
    - Släkte Colocasiomyia de Meijere, 1914
    - Släkte Lissocephala Malloch, 1929
    - Släkte Neotanygastrella Duda, 1925
    - Släkte Phorticella Duda, 1924
    - Släkte Scaptodrosophila Duda, 1923
    - Släkte Protochymomyza Grimaldi, 1987

  - Tribus Drosophilini Okada, 1989:
    - Släkte Arengomyia Yafuso & Toda, 2008
    - Släkte Bialba Bock, 1989
    - Släkte Calodrosophila Wheeler & Takada, 1964
    - Släkte Celidosoma Hardy, 1965
    - Släkte Collessia Bock, 1982
    - Släkte Dettopsomyia Lamb, 1914
    - Släkte Dichaetophora Duda, 1940
    - Släkte Dicladochaeta Malloch, 1932
    - Släkte Drosophila Fallén, 1823
    - Släkte Hirtodrosophila Duda, 1923
    - Släkte Hypselothyrea Okada, 1956
    - Släkte Idiomyia Grimshaw, 1901
    - Släkte Jeannelopsis Séguy, 1938
    - Släkte Laccodrosophila Duda, 1927
    - Släkte Liodrosophila Duda, 1922
    - Släkte Lordiphosa Basden, 1961
    - Släkte Microdrosophila Malloch, 1921
    - Släkte Miomyia Grimaldi, 1987
    - Släkte Mulgravea Bock, 1982
    - Släkte Mycodrosophila Oldenberg, 1914
    - Släkte Palmomyia Grimaldi, 2003
    - Släkte Paraliodrosophila Duda, 1925
    - Släkte Paramycodrosophila Duda, 1924
    - Släkte Poliocephala Bock, 1989
    - Släkte Samoaia Malloch, 1934
    - Släkte Scaptomyza Hardy, 1849
    - Släkte Sphaerogastrella Duda, 1922
    - Släkte Styloptera Duda, 1924
    - Släkte Tambourella Wheeler, 1957
    - Släkte Zaprionus Coquillett, 1902
    - Släkte Zaropunis Tsacas, 1990
    - Släkte Zapriothrica Wheeler, 1956
    - Släkte Zygothrica Wiedemann, 1830

  - Incertae sedis:
    - Släkte Marquesia Malloch, 1932
- Underfamilj Steganinae Hendel, 1917:
  - Tribus Gitonini Grimaldi, 1990:
    - Släkte Allopygaea Tsacas, 2000
    - Släkte Acletoxenus Frauenfeld, 1868
    - Släkte Amiota Loew, 1862
    - Släkte Apenthecia Tsacas, 1983
    - Släkte Apsiphortica Okada, 1971
    - Släkte Cacoxenus Loew, 1858
    - Släkte Crincosia Bock, 1982
    - Släkte Electrophortica Hennig, 1965
    - Släkte Erima Kertész, 1899
    - Släkte Gitona Meigen, 1830
    - Släkte Hyalistata Wheeler, 1960
    - Släkte Luzonimyia Malloch, 1926
    - Släkte Mayagueza Wheeler, 1960
    - Släkte Paracacoxenus Hardy & Wheeler, 1960
    - Släkte Paraleucophenga Hendel, 1914
    - Släkte Paraphortica Duda, 1934
    - Släkte Phortica Schiner, 1862
    - Släkte Pseudiastata Coquillett, 1901
    - Släkte Pseudocacoxenus Duda, 1925
    - Släkte Rhinoleucophenga Hendel, 1917
    - Släkte Soederbomia Hendel, 1938
    - Släkte Trachyleucophenga Hendel, 1917

  - Tribus Steganini Okada, 1989:
    - Släkte Eostegana Hendel, 1913
    - Släkte Leucophenga Mik, 1866
    - Släkte Pararhinoleucophenga Duda, 1924
    - Släkte Parastegana Okada, 1971
    - Släkte Pseudostegana Okada, 1978
    - Släkte Stegana Meigen, 1830

  - Incertae sedis:
    - Släkte Neorhinoleucophenga Duda, 1924
    - Släkte Pyrgometopa Kertész, 1901